# Mandrin (Medizin)
Als Mandrin  bezeichnet man in der Medizin Hilfsmittel zum Einführen von Kathetern, Sonden, Kanülen und Tuben. Der Mandrin befindet sich in dem einzuführenden, hohlen Instrument und wird entfernt, wenn der Katheter bzw. Tubus in seiner gewünschten Position liegt. Der Begriff ist vom französischen Begriff Mandrin für einen Dorn, der zum Aufweiten einer Öffnung verwendet wird, abgeleitet.

## Mandrins für die Intubation (Führungsstäbe)

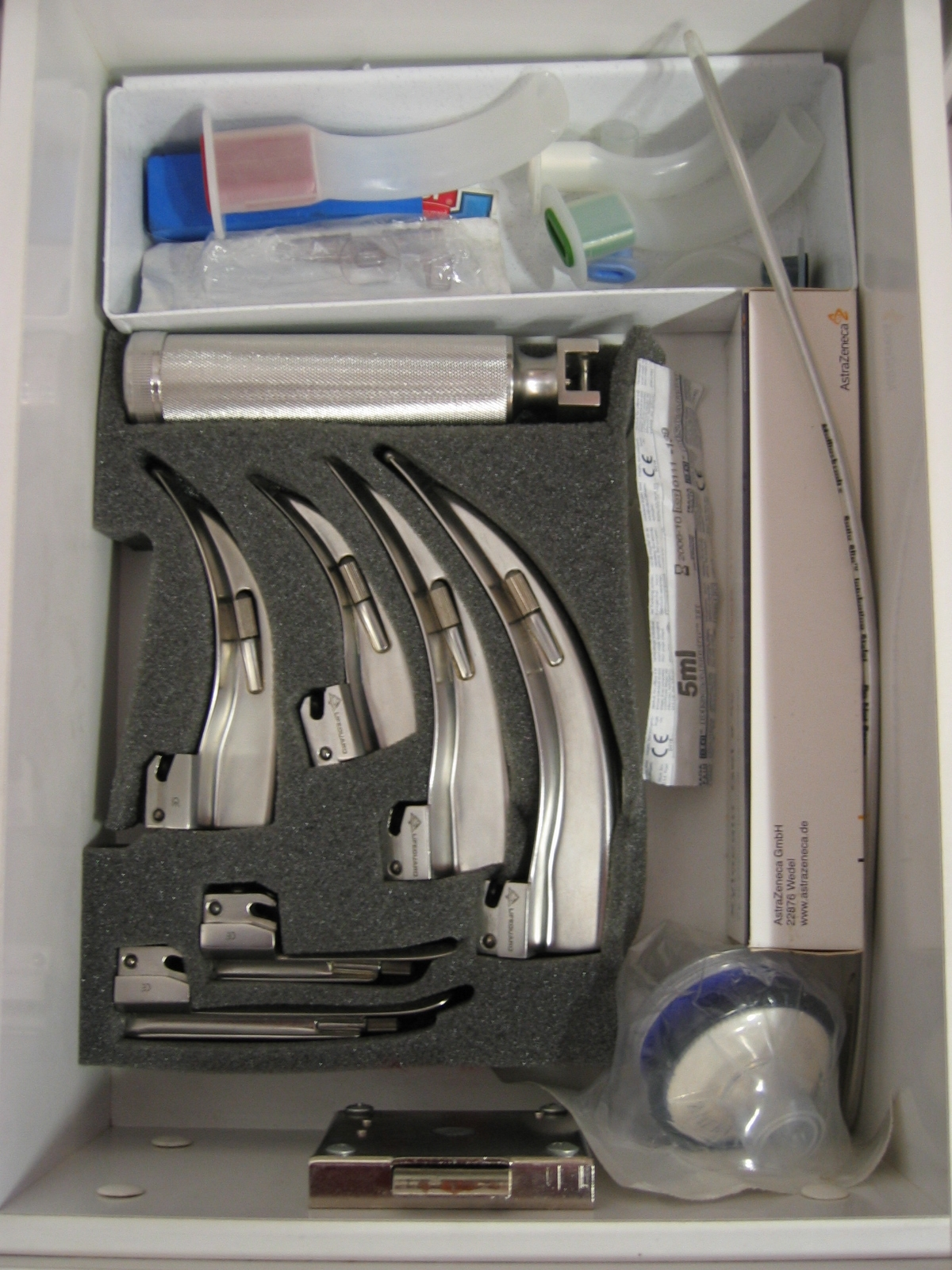
Flexibler Führungsstab (rechts) als Teil eines Intubationsbestecks

Diese Mandrins sind kunststoffbeschichtete Stäbe (meist mit Metallkern), die vom Anwender in die gewünschte Form gebogen werden, um den Endotrachealtubus zu stabilisieren und zu formen.
Zur endotrachealen Intubation wird in der Regel kein Mandrin verwendet, da der meist verwendete Magill-Tubus eine Form besitzt, mit der man den Kehlkopfeingang meist gut erreicht.
In folgenden Situationen kommt jedoch ein Führungsstab zum Einsatz:
- Der verwendete Tubus weist eine geringe Formstabilität auf (z. B. Spiraltubus nach Woodbridge)
- Der Tubus besitzt eine Eigenform, die für das Einführen (intubieren) durch einen Mandrin „gestreckt“ werden muss (Oxford-Tubus, Doppellumentubus). (Weitere Informationen zu diesen Spezialtuben s. Endotrachealtubus)
- Schwierige Intubation: Mit Hilfe des stabilisierenden Effektes des Mandrins ist es leichter, den Tubus in die Luftröhre zu dirigieren, ggf. kann die Tubusbiegung an die individuelle Form des Atemwegs angepasst werden, oder eine den Kehlkopfeingang verlegende Epiglottis (Kehldeckel) kann unterfahren und angehoben werden. Lässt man den Führungsstab aus der Tubusspitze hervorstehen, so kann man sich mit dem schlanken Mandrin u. U. leichter durch die Stimmritze „vortasten“, um anschließend den dickeren Tubus darüber „einzufädeln“. Wegen der erhöhten Verletzungsgefahr für Kehlkopf und Luftröhre wird der „Überstand“ des Führungsstabs in der Regel vermieden.
- Blitzintubation (Rapid Sequence Induction, z. B. bei nicht nüchternen Patienten, verminderter Sauerstoffmangeltoleranz, Schwangerschaft; generell bei Notfallintubationen): Es wird sicherheitshalber ein Führungsstab im Tubus verwendet, um im Fall von Intubationsproblemen die oben genannten „Kniffe“ ohne Zeitverlust anwenden zu können.

## Mandrins in Magensonden (Führungsdraht)
Für langliegende Magen- oder Ernährungssonden wird besonders weiches Material verwendet, um Drucknekrosen und Ulzerationen der Speiseröhrenwand zu verhindern. Werden solche weichen Sonden durch die Nase in Richtung Magen vorgeschoben, so brauchen sie eine innere Schienung, damit sie nicht auf halbem Weg abknicken, sich aufrollen oder gar verknoten. Solche „Führungsdrähte“ bestehen in der Regel aus hohlen Metallspiralen, die es ermöglichen, die richtige Lage durch Aspiration von Magensaft zu kontrollieren, bevor der Mandrin entfernt wird.

## Mandrins in Kathetern und Kanülen

### Gefäßpunktionen
In Gefäßkathetern für Venen und Arterien werden Stahlkanülen als Mandrin verwendet, durch die als Zeichen der gelungenen Gefäßpunktion Blut zurückläuft (Näheres zur Technik der Anlage von Verweilkathetern s. Peripherer Venenkatheter).
Die Bezeichnung „Mandrin“ wird auch für einen länglichen Kunststoff-Blindverschluss verwendet, der in vorübergehend nicht benutzte Venenverweilkanülen eingeführt wird. Durch Ausfüllen deren Innenlumens soll ein Verstopfen durch Blutgerinnsel vermieden werden. Nach aktueller Empfehlung (2020) sollen diese Mandrins aus hygienischen Gründen nicht mehr verwendet werden.
Große Gefäßkatheter werden nicht mittels Mandrin gelegt, sondern in Seldinger-Technik.

### Rückenmarknahe Punktionen
Im Gegensatz zur Gefäßpunktion ist der Mandrin von Peridural- und Spinalkanülen nicht hohl, sondern massiv. Dieser Mandrin soll das Lumen komplett ausfüllen, damit die Kanüle keinen Gewebezylinder „ausstanzt“. Es kommen Metall- und Kunststoffmandrins zum Einsatz.